# سیمور: یک معرفی رسمی
سیمور: یک معرفی رسمی (انگلیسی: Seymour: An Introduction) یک فیلم مستند به کارگردانی ایتن هاک است که در سال ۲۰۱۴ منتشر شد.
این فیلم دربارهٔ زندگی هنری نوازنده پیانو کلاسیک «سیمور برنستاین» است که در سن ۵۰ سالگی و در اوج موفقیت شغلی، نوازندگی کنسرت را رها کرد تا به آهنگسازی و آموزش پیانو به هنرجویان بپردازد.